# Хаймсхайм
Хаймсхайм (нем. Heimsheim) — город в Германии, районный центр, расположен в земле Баден-Вюртемберг.
Подчинён административному округу Карлсруэ. Входит в состав района Энц. Население составляет 5439 человек (на 31 декабря 2010 года). Занимает площадь 14,32 км². Официальный код — 08 2 36 025.